# Tamanrasset
Tamanrasset o Tamanghasset ciudad del sur de Argelia y capital de la wilaya (provincia) homónima, cuyo oasis, en el corazón del Sahara argelino, se extiende sobre una superficie de 556.000 km², al suroeste del macizo del Ahaggar.

## Características

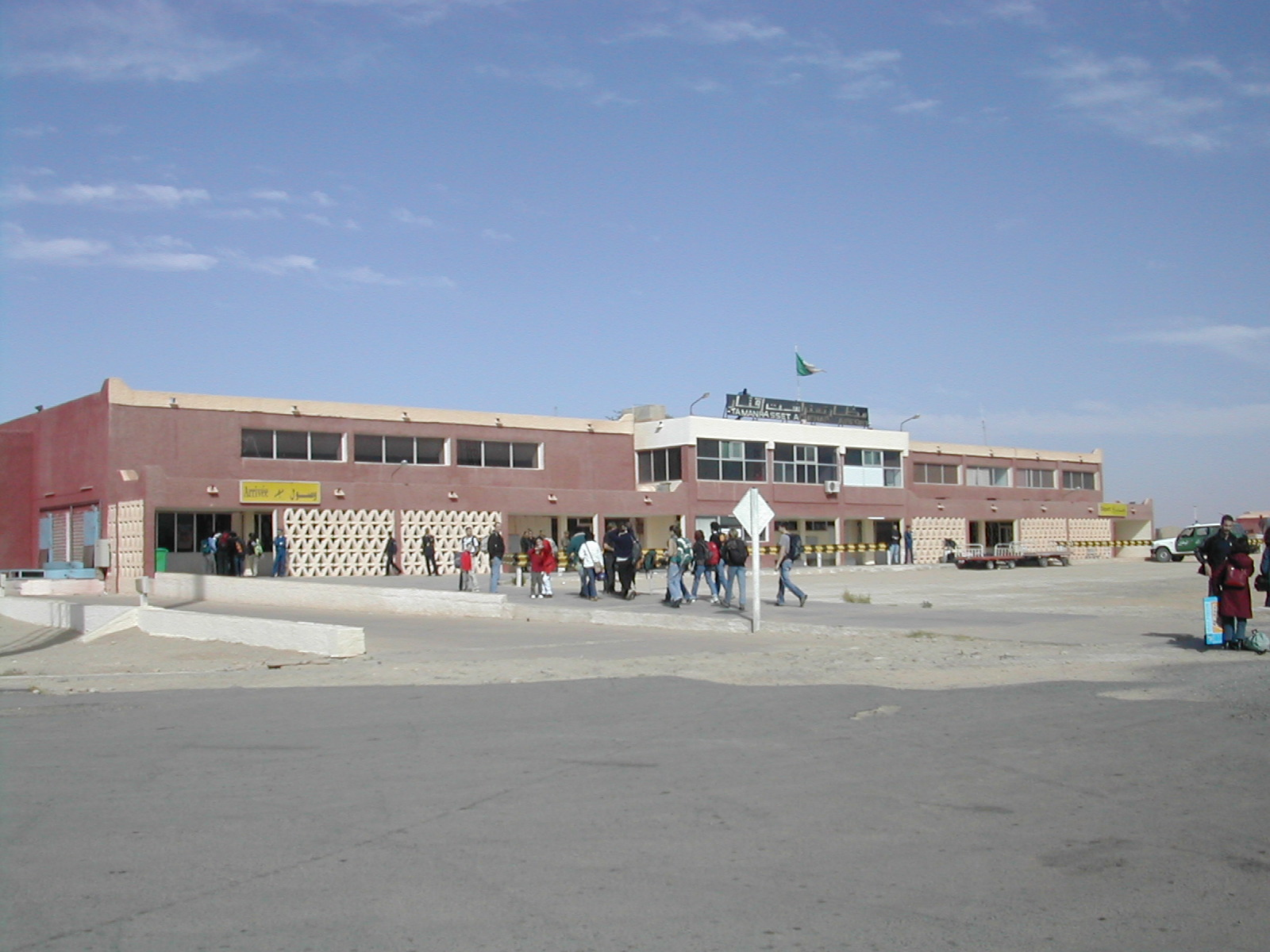
Aeropuerto de Tamanrasset

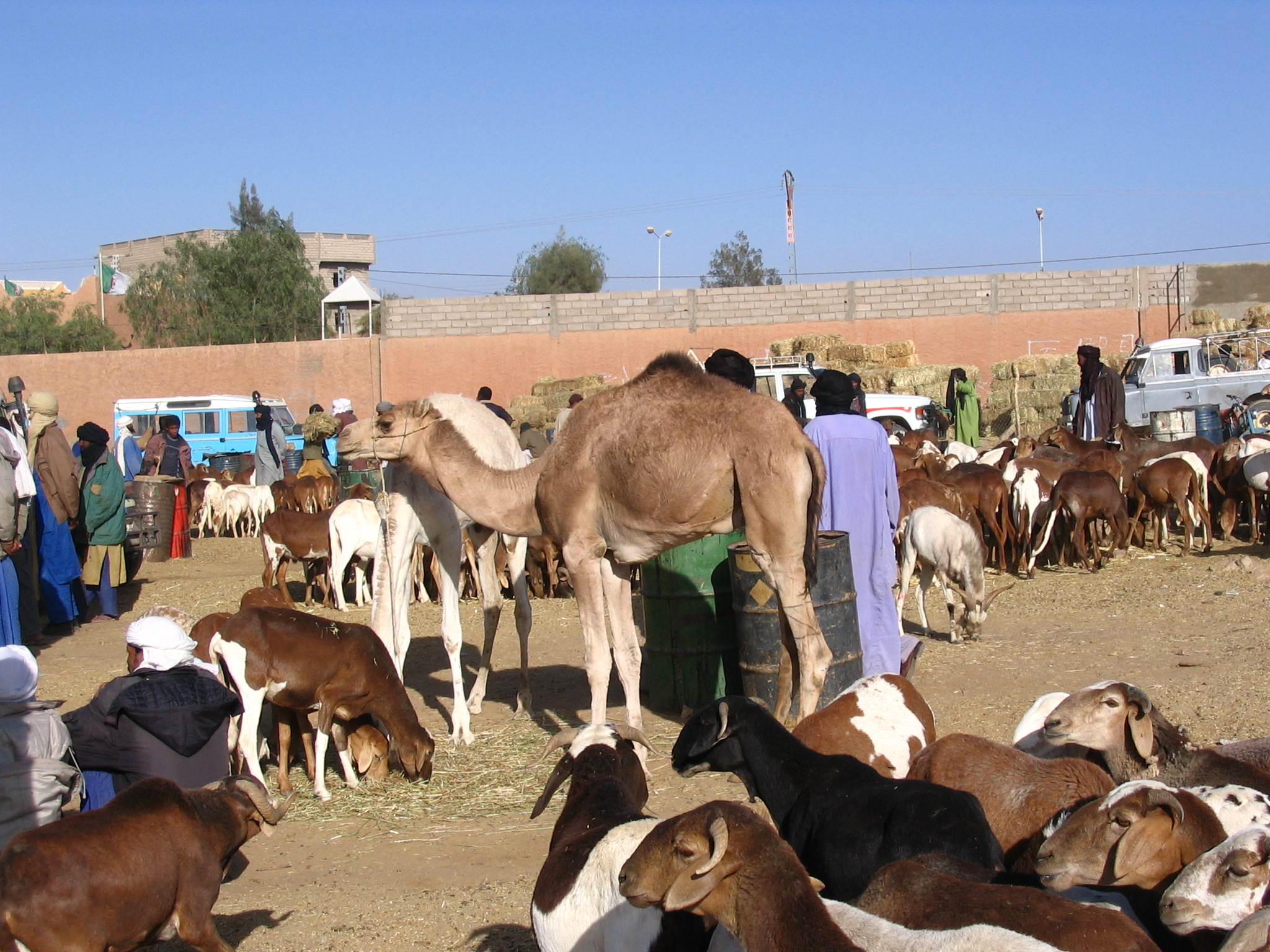
Marcha a Tamanrasset.

Tamanrasset constituye una etapa importante en la ruta que comunica el norte del país con el curso fluvial navegable del Níger. La ciudad cuenta con un museo de prehistoria y otro de geología. 

## Historia
El 13 de agosto de 1905 el sacerdote y místico francés Carlos de Foucauld se estableció en Tamanrasset, y fue asesinado por una banda de forajidos senusíes y tuaregs disidentes el 1 de diciembre de 1916. Fue canonizado por Francisco en 2022.
El 1 de mayo de 1962, cerca de Ecker, a 150 km al norte de Tamanrasset, se produjo una detonación accidental de una prueba nuclear subterránea francesa conocido como el incidente de Béryl. Debido a un sellado incorrecto, una llama espectacular estalló a través de la tapa de hormigón y los gases y el polvo radiactivos se ventilaron en la atmósfera. La pluma subió hasta 2600 m de altura y se detectó radiación a cientos de kilómetros de distancia. Alrededor de un centenar de soldados y funcionarios franceses, incluidos dos ministros, fueron irradiados. Se desconoce el número de argelinos contaminados. En 2006, Bruno Barillot, especialista de ensayos nucleares, midió en el sitio 93 microsieverts por hora de rayos gamma, lo que equivale al 1% de la dosis anual admisible oficial.

## Población
Población (1987), 38.146 habitantes.
Población (2008), 92.635 habitantes.